# Cerro Berg
Der Cerro Berg (spanisch; in Argentinien Cerro Rinoceronte, deutsch ‚Nashornhügel‘) ist ein 304 m hoher Hügel im Norden des Grahamlands auf der Antarktischen Halbinsel. Auf der Trinity-Halbinsel ragt er 13 km nordnordwestlich des Bald Head und 15 km westlich des View Point auf.
Chilenische Wissenschaftler benannten ihn nach Leoncio Berg Espinoza, Teilnehmer an der 25. Chilenischen Antarktisexpedition (1970–1971). Argentinische Wissenschaftler benannten ihn dagegen deskriptiv.